# Nikola Sedlak
Nikola Sedlak (ur. 13 grudnia 1983 w Suboticy) – serbski szachista, arcymistrz od 2003 roku.

## Kariera szachowa
W 2000 i 2001 r. wystąpił w reprezentacji Jugosławii na drużynowych mistrzostwach Europy juniorów do 18 lat, zdobywając dwa brązowe medale: w 2000 wraz z zespołem, a w 2001 – za indywidualny wynik na II szachownicy. W 2000 r. zdobył również tytuł mistrza kraju juniorów do 18 lat, natomiast w 2001 r. – wicemistrza w grupie do 20 lat. W 2002 r. podzielił I m. (wspólnie z Draganem Kosiciem i Dragisą Blagojeviciem) w indywidualnych mistrzostwach Czarnogóry. W 2010 r. zdobył tytuł indywidualnego mistrza Serbii, natomiast w 2014 r. w mistrzostwach kraju zdobył brązowy medal.
Do sukcesów Nikola Sedlaka na arenie międzynarodowej należą:
- dz. I m. w Budapeszcie (1999, turniej Elekes-B, wspólnie z Istvanem Lorinczem i Robertem Markusem),
- dz. II m. we Lwowie (2001, za Orestem Hrycakiem, wspólnie z Nazarem Firmanem i Aleksandrem Sułypą),
- III m. w Starej Pazovie (2001, za Veljko Jeremiciem i Julianem Radulskim),
- I m. w Hallsbergu – dwukrotnie (2001/02, wspólnie z Rafałem Tomczakiem i 2002/03, samodzielnie)
- I m. w Borowie (2002),
- I m. w Vinkovci (2002),
- dz. II m. w Belgradzie (2002, za Dimitriosem Mastrovasilisem, wspólnie z Atanasiosem Mastrowasilisem),
- dz. I m. w Puli (2003, wspólnie ze Zvonko Stanojoskim. Josipem Rukaviną, Ognjenem Jovaniciem i Davorem Rogiciem),
- dz. I m. w Pančevie (2003, wspólnie z Iwanem Czeparinowem i Siergiejem Grigoriancem),
- dz. II m. w Zadarze – dwukrotnie (2003, za Zdenko Kożulem, wspólnie z m.in. Blazimirem Kovaceviciem, Hrvoje Steviciem i Maratem Makarowem i 2006, za Aleksandarem Kovaceviciem, wspólnie z Bojanem Kurajicą, Ognjenem Cvitanem i Ante Brkiciem),
- I m. w Esbjergu (2004, turniej The North Sea Cup),
- I m. w Suboticy (2005),
- dz I m. w Bošnjaci (2005, wspólnie z m.in. Ivanem Leventiciem, Miodragiem Saviciem i Hrvoje Steviciem),
- II m. w Cannes (2005, za Jean-Pierre Le Rouxem),
- I m. w Arvier (2007, mistrzostwa Unii Europejskiej),
- I m. w Županji (2007),
- dz. I m. w Zadarze (2007, wspólnie z Aleksandrem Delczewem),
- dz. I m. we Vršacu (2008, memoriał Borislava Kosticia, wspólnie ze Steliosem Chalkiasem).

Uwaga: Lista sukcesów niekompletna (do uzupełnienia od 2008 roku).
Wielokrotnie reprezentował Jugosławię, i Serbię w turniejach drużynowych, m.in.:
- czterokrotnie na olimpiadach szachowych (w latach 2006, 2010, 2012, 2014); medalista: indywidualnie – złoty (2014 – na IV szachownicy)[4],
- trzykrotnie na drużynowych mistrzostwach Europy (w latach 2003, 2007, 2009)[5],
- dwukrotnie na drużynowych mistrzostwach Europy juniorów do 18 lat (w latach 2000, 2001); medalista: wspólnie z drużyną – brązowy (2001)[6].

Najwyższy ranking w dotychczasowej karierze osiągnął 1 października 2007 r., z wynikiem 2605 punktów zajmował wówczas 3. miejsce (za Branko Damljanoviciem i Ivanem Ivaniseviciem) wśród serbskich szachistów.